# Pacelice
Pacelice jsou malá vesnice, část obce Škvořetice v okrese Strakonice v Jihočeském kraji. Nachází se asi 1,5 kilometru severozápadně od Škvořetic. Je zde evidováno 43 adres. V roce 2011 zde trvale žilo 64 obyvatel.
Pacelice jsou také název katastrálního území o rozloze 2,76 km².

## Historie

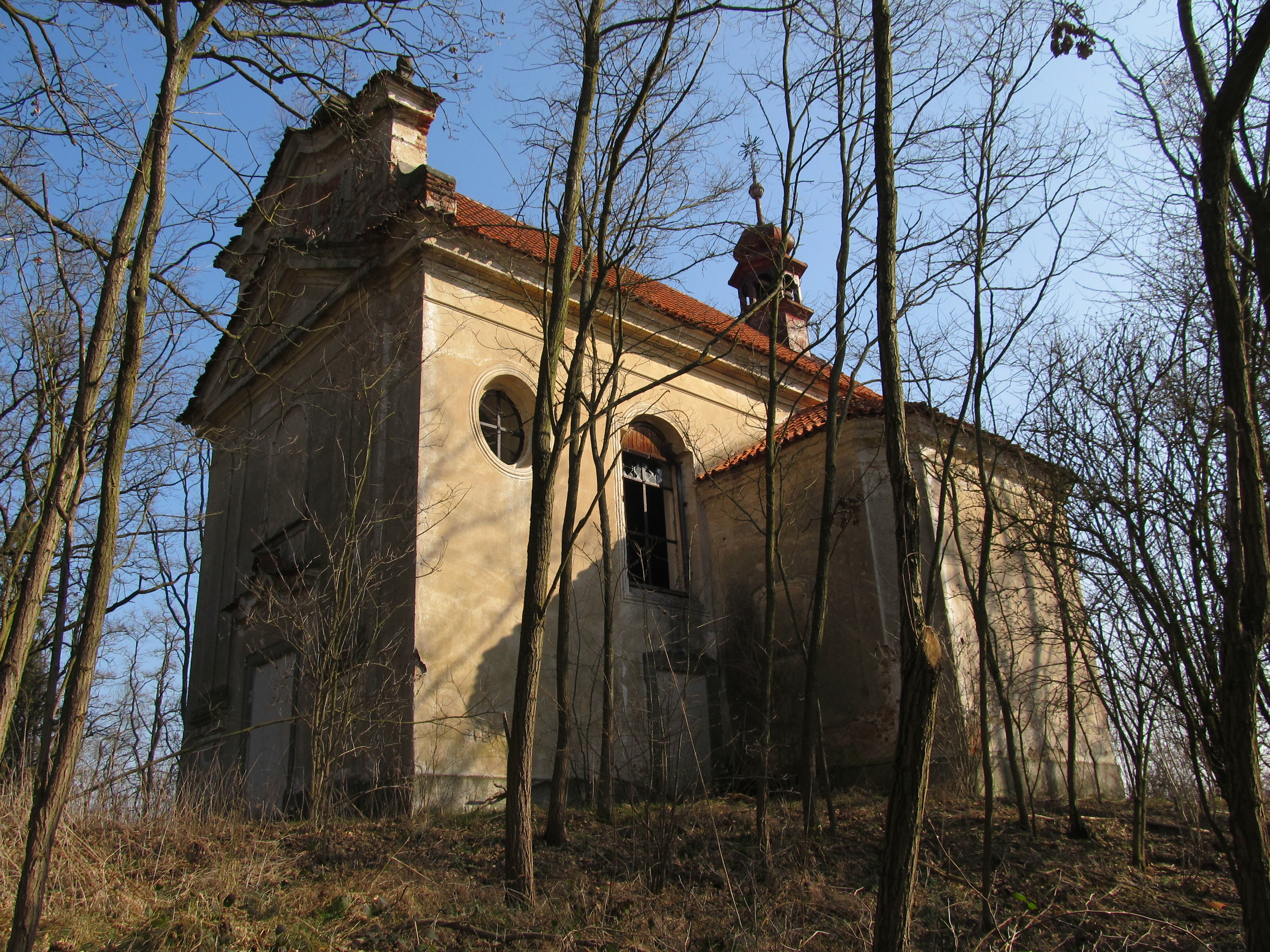
Zchátralý poutní kostel Proměnění Páně na vrchu Křesovec

První písemné zmínky o vesnici pochází z let 1380–1382, kdy zde sídlil Oldřich Žákavec z Pacelic. Později vesnici vlastnili zemané z Mirovic. Patřili k nim Hurt a Ondřej z Mirovic, po jejichž smrti se z vesnice roku 1454 stala odúmrť. Dalším majitelem byl Jaroslav Lev z Rožmitálu a na Blatné a po něm jeho syn Zdeněk Lev z Rožmitálu. Po Zdeňkově smrti byla velká část jeho majetku rozprodána věřiteli, kteří Pacelice včetně dvora a poprvé zmíněné tvrze prodali Bohulavu Šlejborovi z Tisové. Roku 1551 od něj vesnici koupil Jan mladší Kalenice z Kalenic a připojil ji ke svému škvořetickému panství. Nepotřebná tvrz poté zcela zanikla.

## Obyvatelstvo
| Rok            | 1869 | 1880 | 1890 | 1900 | 1910 | 1921 | 1930 | 1950 | 1961 | 1970 | 1980 | 1991 | 2001 | 2011 | 2021 |
| -------------- | ---- | ---- | ---- | ---- | ---- | ---- | ---- | ---- | ---- | ---- | ---- | ---- | ---- | ---- | ---- |
| Počet obyvatel | 206  | 224  | 203  | 195  | 195  | 185  | 170  | 143  | 133  | 121  | 106  | 78   | 65   | 64   | 59   |
| Počet domů     | 34   | 33   | 34   | 36   | 37   | 36   | 36   | 37   | 37   | 33   | 30   | 36   | 38   | 41   | 42   |

## Obecní správa
Při sčítání lidu v letech 1850–1959 Pacelice byly samostatnou obcí v okrese Blatná. Od roku 1960 jsou částí obce Škvořetice v okrese Strakonice.

## Pamětihodnosti
Nad vsí na vrchu Křesovec stojí zchátralý barokní poutní kostel Proměnění Páně, postavený v letech 1763–1765 pravděpodobně podle plánů Kiliána Ignáce Dientzenhofera.
Mezi kulturní památky patří také usedlosto čp. 2 a 3, které se nacházejí nedaleko rybníka v centru vesnice.